# Миколай-Пільська сільська рада
| Миколáй-Пíльська сільськá рáда — орган місцевого самоврядування у Запорізькому районі Запорізької області з адміністративним центром у селі Миколай-Поле. Сільській раді підпорядковані населені пункти: - с. Миколай-Поле - с. Дніпрові Хвилі - с. Долинівка - с. Крилівське - с. Морозівка - с. Новопетрівка - с. Федорівка - с. Яворницьке |

## Склад ради
Рада складалася з 18 депутатів та голови.

### Керівний склад ради
| ПІБ                           | Основні відомості                                            | Дата обрання | Дата звільнення |
| ----------------------------- | ------------------------------------------------------------ | ------------ | --------------- |
| Шаповалов Тимофій Миколайович | Сільський голова, 1965 року народження, освіта, безпартійний | 26.03.2006   | 31.10.2010      |

Примітка: таблиця складена за даними джерела